# Coco Máxima
Coco Máxima, nombre artístico de Máxima Nevárez Erives (Chihuahua), es una actriz y presentadora mexicana.

## Biografía
Es egresada de la Universidad de Música G Martell.
Saltó a la fama cuando se convirtió en la primera mujer trans en formar parte de una producción de Disney: El Repatriado. Después de participar en El Señor de los Cielos, fue parte de la telenovela El amor no tiene receta producida por Juan Osorio quien la invitó a la puesta en escena Aventurera, en el Salón Los Ángeles.

Pese a que había audicionado para una proyecto en Hollywood mencionó que prefirió seguir con Osorio:
Me gustó muchísimo más el contenido que tiene El amor no tiene receta y la proyección de acuerdo con mi comunidad de lo que habla Nandy. Entonces, por eso dije no, 1000 veces necesito hacer a Nandy que al otro personaje.
Al principio sus padres no aceptaban su transición, pero ella declaró que entendía que era un proceso. Ella busca hablar sobre la realidad LGBT en sus proyectos. En una entrevista declaró:
Sobre el debate, que es muy delicado, lo hablé con otras compañeras trans del medio artístico y llegamos a la misma conclusión: México todavía tiene muchos estigmas sobre cómo somos nosotras y de cómo los hombres se sienten cuando son atraídos por nosotras. Entonces es delicado que lleguen estos actores a interpretarnos de una manera vulgar.
Entre 2024 y 2025, presto su voz para el doblaje hispanoamericano del personaje de Hyun-Ju en la segunda y la tercera temporada de la serie surcoreana El juego del calamar.

## Filmografía

### Series
- El repatriado (2022) como Yadi.
- El amor no tiene receta (2024) como Nandy Galdeano.

### Doblaje
- El juego del calamar (2024-2025) como Cho Hyun-Ju / Jugadora 120.[8]